# Tèages
Tèages és un diàleg socràtic que s'atribueix a Plató, amb  Demòdoc, Sòcrates i Tèages. Existeix un debat sobre la seva autenticitat. W. R. M. Lamb assenyala que arriba a aquesta conclusió a partir de la seva opinió que el treball és inferior i no socràtic, però reconeix que s'havia considerat universalment com a autèntic en l'antiguitat.
Tèages (125e8, 126a4) és citat per Nietzsche en La voluntat de poder (§ 958): "Al Tèages de Plató és escrit: "A cada un de nosaltres, ens agradaria ser l'amo sobre tots els humans, si és possible; i el millor de tot Déu. Aquesta actitud ha de tornar a existir". (trad. Walter Kaufmann.)